# Бої за Станиславів (1939)
Бої за Станиславів 1939 — бої між Військом Польським та Армією СРСР союзником якої виступила Нацистська Німеччина за місто Станиславів у ході Радянської анексії Галичини та Волині. Станиславів став центром Станиславської області в Українській області, що було розцінено як анексію польської території.

## Історія
Після підписання 23 серпня 1939 року Пакту Молотова-Ріббентропа 1 вересня Німеччина почала окупацію Західної Польщі, а 17 вересня СРСР розпочали похід на Східну Польщу зайнявши більшу частину Галичини та Волині. Бої за Станиславів розпочались 19 вересня 1919 року з обстрілу міста радянськими та німецькими військами.
19 вересня 1919 місто зайняли німецькі війська, що було зустріто радісно українським населенням, через три дні місто зайняли радянські війська, що повторно було зустрінено радісно українським та єврейським населенням. де-факто камандиром радянських сил по захопленню міста став Соколов В.І. Офіційно радянський уряд заявив , що рятує населення міста.
Після цього Раданський уряд віддав місто на три дні "свободи" коли відбулись масові вбивства місцевими радянськими комітетами мирного польського населення.

## Див.також
- Бої за Станиславів (1704)
- Оборона Станиславова (1739)
- Оборона Станиславова (1764)
- Бої за Станиславів (1809)
- Битва за Станиславів (1914-1917)
- Бої за Станиславів (1919)
- Бої за Станиславів (1941)